# Leukai (Ionien)
Leukai (altgriechisch Λεῦκαι), auch Leuke (Λεύκη) war eine antike Stadt in der kleinasiatischen Landschaft Ionien, an der Ägäisküste der heutigen Türkei bei Üç Tepeler, südlich von Phokaia (Foça).
Leukai soll im 4. Jahrhundert v. Chr. von dem persischen Offizier Tachos gegründet worden sein. Die Stadt gehörte zum Einflussgebiet von Klazomenai und blieb stets unbedeutend, auch wenn sie in der 2. Hälfte des 4. Jahrhunderts eigene Münzen prägte. Im 2. Jahrhundert v. Chr. schloss sie sich dem Aufstand des Aristonikos gegen die Römer an.